# Primi ministri del Burundi
I primi ministri del Burundi dal 1961 (indipendenza) al 1998 (soppressione della carica) e, di nuovo dal 2020 (ricostituzione della carica) sono stati i seguenti.

## Regno del Burundi

### Regno autonomo
- Joseph Cimpaye n. 1932 - m. 1972 (26 gennaio 1961 - 28 settembre 1961) (Hutu) UPP
- Umuganwa Louis Rwagasore n. 1932 - m. 1961 (28 settembre 1961 - 13 ottobre 1961) UPRONA
- André Muhirwa n. 1920 - m. 2003 (20 ottobre 1961 - ) (Tutsi) UPRONA

### Regno indipendente
- Umuganwa mutare André Muhirwa n. 1920 - m. 2003 ( - 10 giugno 1963) (Tutsi) UPRONA
- Pierre Ngendandumwe n. 1930 - m. 1965 (18 giugno 1963 - 6 aprile 1964) (Hutu) UPRONA
- Albin Nyamoya n. 1924 - m. 2001 (6 aprile 1964 - 7 gennaio 1965) (Tutsi) UPRONA
- Pierre Ngendandumwe n. 1930 - m. 1965 (7 gennaio 1965 - 15 gennaio 1965) (Hutu) UPRONA
- Pie Masumbuko n. 1931 - (15 gennaio 1965 - 26 gennaio 1965) UPRONA
- Joseph Bamina n. 1935 - m. 1965 (26 gennaio 1965 - 30 settembre 1965) (Hutu) UPRONA
- Léopold Bihumugani n. 1919 - m. 2003 (13 ottobre 1965 - 8 luglio 1966) (Tutsi) UPRONA
- Michel Micombero n. 1940 - m. 1983 (11 luglio 1966 - 28 novembre 1966) (Tutsi) UPRONA

## Repubblica del Burundi

### Regime militare
- Albin Nyamoya n. 1924 - m. 2001 (15 luglio 1972 - 5 giugno 1973) (Tutsi) UPRONA
- carica vacante (5 giugno 1973 - 12 novembre 1976)
- Édouard Nzambimana n. 1945 (12 novembre 1976 - 13 ottobre 1978) (Tutsi) UPRONA
- carica soppressa (13 ottobre 1978 - 19 ottobre 1988)
- Adrien Sibomana n. 1953 (19 ottobre 1988 - 10 luglio 1993) (Hutu) UPRONA

### Regime democratico
- Sylvie Kinigi n. 1952 (10 luglio 1993 - 7 febbraio 1994)(Tutsi) UPRONA
- Anatole Kanyenkiko n. 1952 (7 febbraio 1994 - 22 febbraio 1995) (Tutsi) UPRONA
- Antoine Nduwayo n. 1942 (22 febbraio 1995 - 31 luglio 1996) (Tutsi) UPRONA
- Pascal Firmin Ndimira n. 1956 (31 luglio 1996 - 12 giugno 1998) (Hutu) UPRONA
- carica soppressa (dal 12 giugno 1998 al 23 giugno 2020)
- Alain-Guillaume Bunyoni n. 1972 (23 giugno 2020 - 7 settembre 2022) (Hutu) CNDD-FDD
- Gervais Ndirakobuca n. 1970 (7 settembre 2022 - in carica) (Hutu) CNDD-FDD